# Miljevići (Bosanska Gradiška, BiH)
Miljevići  je naseljeno mjesto u sastavu općine Bosanska Gradiška, Republika Srpska, BiH.

## Stanovništvo
| Miljevići          |              |
| Godina popisa      | 1991.        |
| Srbi               | 226 (95,36%) |
| Hrvati             | 2 (0,84%)    |
| Muslimani          | 0            |
| Jugoslaveni        | 4 (1,69%)    |
| ostali i nepoznato | 5 (2,11%)    |
| ukupno             | 237          |